# Gordonia lasianthus
Gordonia lasianthus ist eine Pflanzenart aus der Gattung Gordonia innerhalb der Familie der Teestrauchgewächse (Theaceae). Sie kommt in den südöstlichen Vereinigten Staaten vor. Sie wird vielseitig verwendet.

## Beschreibung

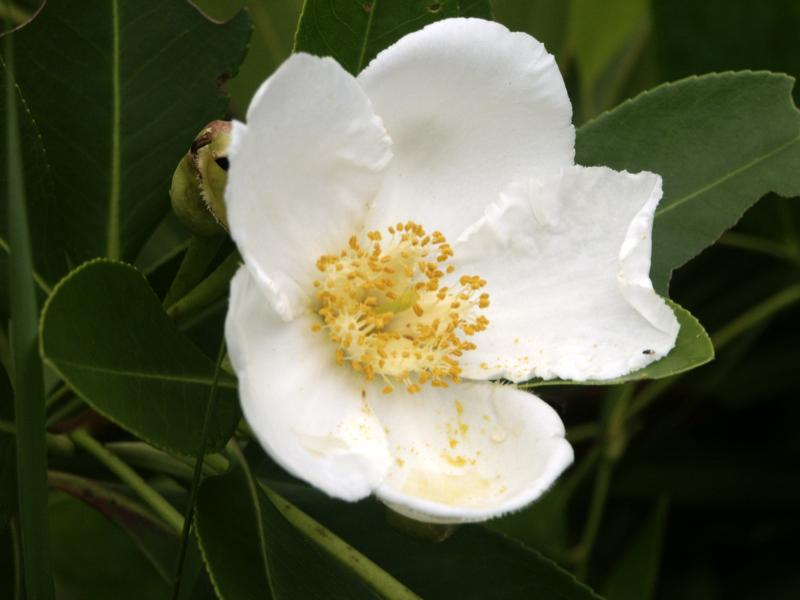
Blüte

### Vegetative Merkmale
Gordonia lasianthus ist ein langsam wachsender, kleiner bis mittelgroßer immergrüner Baum oder Strauch. Er erreicht Wuchshöhen von etwa 15 Meter bis über 25 Meter. Der Stammdurchmesser erreicht 60 Zentimeter, selten über 1,2 Meter. Die bräunliche bis gräuliche Borke ist dick und furchig bis schuppig.
Die wechselständigen, verkehrt-eiförmigen bis elliptischen oder lanzettlichen, ledrigen und kurz gestielten Laubblätter sind einfach. Die dickledrigen, unterseits helleren Blätter sind etwa 10–20 Zentimeter lang und 2,5–4,5 Zentimeter breit. Der Blattrand ist ganz bis gesägt, gezähnt, die Spitze ist rundspitzig bis spitz und die Blattbasis ist keilförmig. Die Nervatur ist gefiedert mit einer helleren, unterseits erhabenen Mittelader.

### Generative Merkmale
Die relativ auffälligen, achselständigen, zwittrigen, duftenden und weißen Blüten sind lang gestielt, radiärsymmetrisch und fünfzählig mit doppelter Blütenhülle. Es sind viele kurze Staubblätter vorhanden, die an der Basis in einem fleischigen, fünflappigen Ring verwachsen sind. Der behaarte Fruchtknoten ist oberständig mit einem dicken, kurzen Griffel mit einer gelappten Narbe.
Es werden lokulizide, eiförmige und bespitzte, etwa 15–20 Millimeter lange Kapselfrüchte gebildet. Die vielen leichten, flachen und dunkelbraunen Samen sind einseitig geflügelt und mit Flügel 10–15 Millimeter lang.

## Ökologie
Das weiche, helle, cremefarbene bis karminrote, feingemaserte Holz ist für die kommerzielle Nutzung wenig geeignet, obwohl es als Faserholz genutzt werden könnte. Beim Fällen alter Exemplare verströmt das Holz einen starken Geruch, ähnlich einer Mischung aus frischen Orangen und Kiefernharz. Die Rinde älterer Bäume nimmt Farben zwischen mittelgrau und rotbraun an. Tote Exemplare nehmen einen schimmernden Glanz an, wenn sie mehrere Jahre der Sonne ausgesetzt waren.
Die aus den Stümpfen treibenden Sprosse werden stark von Hirschen verbissen.

### Entwicklung
Die Informationen dieses Abschnitts basieren auf Messungen und Beobachtungen in den nördlichen Küstenebenen von South Carolina.

#### Reproduktion und frühe Stadien

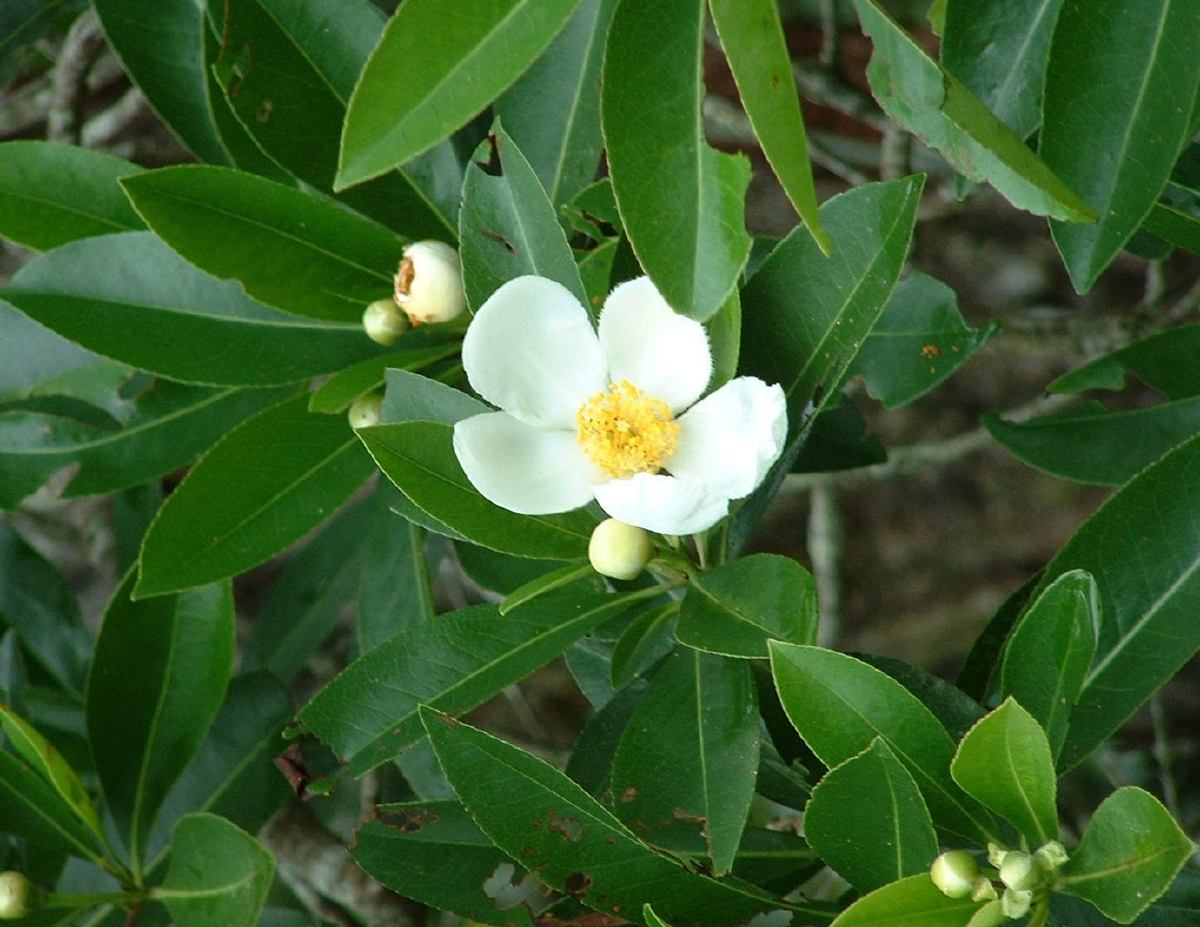
Zweige mit Laubblättern, Blütenknospen und Blüte zu Beginn der Blütezeit im Juni im nördlichen Florida

Blüten und Früchte – Die Blüten sind vollkommen. Die Bildung der Blütenknospen erfolgt bei voller Entfaltung junger Laubblätter. Die Blütenstiele verlängern sich rasch, und die junge Knospe vergrößert sich langsam, bevor sich die Blüte, zunächst an der Spitze des Baumes, öffnet. Die ersten Blüten erscheinen ab der letzten Juniwoche und der ersten Juliwoche und bleiben bis Mitte August bestehen. Die Blüten bleiben für ein bis zwei Tage geöffnet und werden von Hummeln, Fransenflüglern, Fliegen und Kolibris bestäubt. Nach dem zweiten Tag fallen Kron- und Kelchblätter ab und lassen den Fruchtknoten am Ende des Stiels zurück.
Samenproduktion und -ausbreitung – Während der Entwicklung der Fruchtknoten werden diese schrittweise braun, und es entwickeln sich fünf Nähte. Reife, offene Kapselfrüchte erscheinen im September oder Oktober; bis Mitte Dezember sind alle Kapselfrüchte geöffnet. Die Samen werden vom Wind aus den Kapseln geschüttelt. Die leere Kapselfrüchte bleiben am Baum, bis sie zusammen mit den Blütenstielen ab Ende Dezember den ganzen Winter über abgestoßen werden.
Das Ausstreuen der Samen beginnt im Oktober, erreicht im Dezember seinen Höhepunkt und wird bis Anfang März fortgesetzt. Die Samen von Gordonia lasianthus sind leicht (265.000 bis 333.000 je Kilogramm) und geflügelt. Ergebnisse einer Untersuchung zeigten, dass etwa 99 % der Samen innerhalb eines Umkreises von der doppelten Baumhöhe um den Elternbaum herunterfallen, 94 % innerhalb eines Radius von der Baumhöhe und 60 % innerhalb eines Radius von der halben Baumhöhe. Während der zweijährigen Untersuchung schwankte die Samenproduktion zwischen 2.600 und 273.000 je Hektar.
Entwicklung der Keimpflanzen – Die Keimrate in besonnten Petrischalen ist hoch: 70 … 80 % der Samen keimen innerhalb von 10 Tagen. In einem beheizten Gewächshaus wurden bei 13 °C bis 16 °C ähnliche Keimraten beobachtet, doch waren dafür bis zu 24 Tage erforderlich. Die Keimung verläuft epigäisch. In freier Natur wurden nur sehr wenige Keimpflanzen beobachtet, und es scheint, dass die wenigsten die erste Saison überleben würden. Die Keimpflanzen von G. lasianthus scheinen lichte, exponierte Stellen zur Entwicklung zu benötigen. Ältere Setzlinge wurden nur an Stellen beobachtet, wie gestört wurden, wie z. B. in frischen Waldbrandschneisen.
Das Wachstum der Keimpflanzen ist zunächst langsam. Feldbeobachtungen zeigten, dass die Sämlinge zum Ende der dritten Vegetationsperiode 10 … 15 cm hoch waren, zum Ende der achten Vegetationsperiode erst 30 … 40 cm hoch.
Vegetative Vermehrung – Die vegetative Vermehrung einjähriger Schösslinge in einem Torf- und Sand-Medium unter Nebel wird von Gärtnern bevorzugt. In der Natur scheint die vegetative Vermehrung häufiger zu sein als die über Samen. Schösslinge aus Baumstümpfen können im ersten Jahr nach dem Fällen des Baumes bis zu einem Meter hoch werden. Diese Schösslinge scheinen für Hirsche eine attraktive Nahrungsquelle zu sein, da starke Beweidung beobachtet wurde.
Zahlreiche wurzelbürtige Schösslinge werden erzeugt, nachdem der Baum verbrannte oder wenn das Wurzelsystem durch Abholzen und Eggen mechanisch zerstört wurde.

#### Entwicklung der Schösslinge über Stangenholz zu reifen Bäumen
Wachstum und Ertrag – Das frühe Wachstum (bis zum Alter von 5 bis 15 Jahren) verläuft relativ rasch. Der Höhenzuwachs in den ersten 15 Jahren erreicht im Durchschnitt 0,6 m/Jahr, wobei 10-jährige Bäume im Schnitt eine Höhe von 6,5 Metern erreichen. Diese Raten werden nicht erreicht, wenn die Bäume aus Samen gezogen werden. Die Daten stammen aus Messungen an wurzel- oder stumpfbürtigen Schösslingen. Das frühe Dickenwachstum in Brusthöhe erreicht etwa 0,4 cm/Jahr, so dass ein zehnjähriger Baum 5,1 … 6.1 cm Durchmesser erreicht.
Wurzelsystem – Das Wurzelsystem von Gordonia lasianthus spiegelt die starke Tendenz der Art zur vegetativen Vermehrung wider. Eine Reihe untersuchter Exemplare wies eine große primäre seitwärts gerichtete Wurzel auf, von der aus sekundäre Wurzeln in die Tiefe gingen.
Konkurrenzverhalten – G. lasianthus wird als schattentolerant eingestuft. In Buchten und feuchten Senken, wo der Kronenschluss relativ licht ist, ist die Art konkurrenzstark. Im Allgemeinen wächst sie schneller als die Kiefern auf den benachbarten Hochflächen in die Höhe. Wenn sie jedoch überwuchert wird, verlieren ältere Bäume ihre typische konische Form, und die Spitze bricht ab.
Schadensursachen – Bisher wurden nur zwei Ursachen für lokale Schäden (Insekten und Pathogene) festgestellt. Allerdings wurde keiner der Schädlinge identifiziert. In der Wunde an der Basis eines älteren Baums wurde ein Schlamm gefunden, der Baum selbst schien jedoch sonst gesund. Ein unbekanntes Insekt war verantwortlich, als im August alle spät ausgetriebenen Blätter bis auf die Blattnerven abgefressen wurden. Ansonsten ist die Empfindlichkeit gegen Feuer zu erwähnen, zu der möglicherweise die dünne Rinde und die flachen Wurzeln beitragen. Totholz ist extrem anfällig für Pilze; ein Verrotten setzt schnell ein.

## Vorkommen

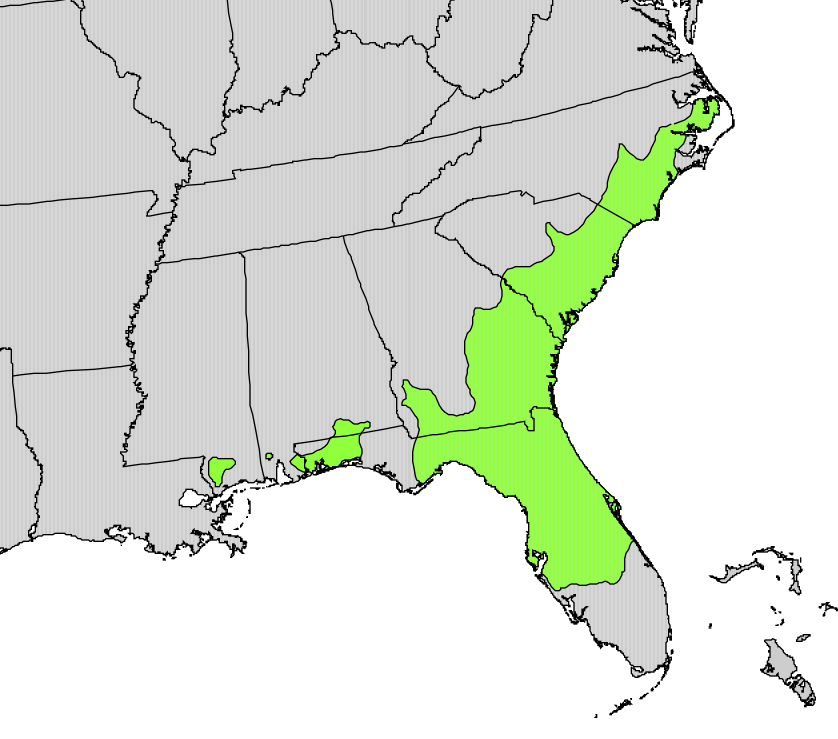
Natürliches Verbreitungsgebiet

Gordonia lasianthus kommt in den südöstlichen Vereinigten Staaten vor. Sie gedeiht dort in den Tiefländern der Atlantik- und Golf-Küsten. Sie ist durchgehend zwischen der Küste des südlichen Virginia bis zum Appalachicola River in Florida anzutreffen. Vereinzelte Populationen existieren in Florida, den Küsten-Countys von Alabama und Mississippi, im südlichen und südöstlichen Texas sowie im südlichen Louisiana. In South Carolina wird sie häufig in den Tieflagen der Küstenebenen angetroffen, ist in den mittleren und höheren Lagen dieser Regionen aber auf spezielle Standorte beschränkt.
Sie gedeiht am besten auf sauren, sumpfigen Böden von Kiefernheiden und Buchten.

### Klima im Verbreitungsgebiet
Das Klima im Verbreitungsgebiet von Gordonia lasianthus ist von milden Wintern und warmen Sommern bestimmt. Lufttemperatur-Daten aus einem Wetteratlas lassen sich wie folgt zusammenfassen:
| Property                           | Nördliches Extremum | Südliches Extremum |
| ---------------------------------- | ------------------- | ------------------ |
| Temperatur:                        | 16 °C               | 21 °C              |
| Tagesmitteltemperatur              | 3 °C                | 11 °C              |
| Normales tägliches Minimum; Januar | 10 °C               | 11 °C              |
| Normales tägliches Maximum; Juli   | 31 °C               | 32 °C              |
| Tage mit einem Maximum über 32 °C  | 20                  | 120                |
| Tage mit einem Minimum unter 0 °C  | 50                  | 3                  |
| Mittelwert frostfreier Tage        | 230                 | 320                |

Der Jahresdurchschnittsniederschlag im Verbreitungsgebiet von Gordonia lasianthus liegt in Florida bei 1630 Millimetern (in North Carolina bei 1120 Millimetern) und ist über das Jahr einigermaßen gleich verteilt. Etwa 53 % des Jahresniederschlags entfallen auf die Monate Juni bis Oktober. Im Jahresverlauf gibt es zwischen 110 und 120 Tagen mit nur einer Spur Niederschlags.

### Vergesellschaftung in Wäldern
Gordonia lasianthus wird in fünf Waldgesellschaften innerhalb der Atlantischen Küstenebenen angetroffen. Sumpfzypressen-Wälder (Typ 100 der Society of American Foresters) gibt es in mehreren der Carolina Bays mit stehendem Wasser. G. lasianthus gehört gemeinsam mit Aufrechter Sumpfzypresse (Taxodium distichum var. imbricatum) zum Arteninventar, möglicherweise wegen des hohen Grundwasserspiegels; sie wird an den besser durchlüfteten Rändern seltener. Hier wächst sie gemeinsam mit Weihrauch-Kiefer (Pinus taeda) und Persea borbonia var. borbonia in der Baumschicht sowie Lyonia lucida, Ilex glabra und Stechwinden (Smilax spec.) im Unterwuchs.
Gordonia lasianthus ist ein untergeordneter, aber nicht ständiger Bestandteil von Weihrauch-Kiefern-Wäldern (Typ 82). In den mäßig hoch gelegenen Küstenebenen von South Carolina ist sie üblicherweise mit Weihrauch-Kiefer, Wasser-Eiche (Quercus nigra), Amberbaum (Liquidambar styraciflua), Amerikanischer Stechpalme (Ilex opaca), Persea borbonia, Sumpf-Kiefer (Pinus palustris) und Tulpenbaum (Liriodendron tulipifera) vergesellschaftet. Sie wächst ausschließlich in den feuchteren Bereichen dieses Wald-Typs.
Gordonia lasianthus ist ein untergeordneter Bestandteil der Atlantischen Scheinzypressen-Wälder (Typ 97), zusammen mit Pinus serotina, Cyrilla racemiflora, Persea borbonia und Magnolia virginiana.
Pinus serotina-Wälder (Typ 98) bilden die typische Vegetation feuchter Senken und einiger Carolina Bays in South Carolina. Gordonia lasianthus, Pinus serotina, Magnolia virginiana und Persea borbonia sind die vorherrschenden Baumarten, die selten ein geschlossenes Kronendach bilden. Die mächtige Strauchschicht ist aus Lyonia lucida, Smilax-Arten, Ilex glabra und Gordonia lasianthus zusammengesetzt.
Magnolien-Tupelo-Persea-Wälder (Typ 104) sind die „Immergrünen Laubwälder“ der tiefer gelegenen Küstenebenen von North und South Carolina. Gordonia lasianthus ist ein untergeordneter Bestandteil, der in der Baumschicht gemeinsam mit Acer rubrum, Nyssa sylvatica var. sylvatica, Magnolia virginiana und Quercus nigra wächst.

### Böden und Topographie
In North und South Carolina ist Gordonia lasianthus anscheinend stark auf bestimmte Böden spezialisiert, auch wenn die Art auf verschiedenen Bodentypen gefunden wird. Sie wächst auf Podsolen, Inceptisolen, Ultisolen und Histosolen sowie mit einem geringeren Anteil auf Entisolen und Mollisolen. Bodenprofile eines Standortes von Gordonia lasianthus in South Carolina sind durch folgende Eigenschaften in verschiedenen Bodenhorizonten charakterisiert:
- A1 - 0 bis 25 cm: schwarz oder dunkelgrau; Feinsand oder lehmiger Sand; sehr stark oder extrem sauer,
- A2 – 25 bis 38 cm: schwarz oder grau; Sand, lehmiger Feinsand oder sandiger Lehm; sehr stark oder extrem sauer (oft kein A2-Horizont vorhanden),
- B – 38 bis 51 (127) cm: grau oder braun; Sand bis sandiger Lehm; sehr stark sauer (oft nicht vorhanden),
- C – (51) 127 bis 175 cm: grau oder braun; Sand, Feinsand oder lehmiger Feinsand; stark bis sehr stark sauer.

Gordonia lasianthus wächst in ebenem Waldgelände oder flachen Mulden mit geringem oder ohne Gefälle, langsamem Wasserabfluss, starker Durchlässigkeit und geringer bis sehr geringer Durchlüftung. In South Carolina stammen die Böden mit Ausnahme der organischen Böden üblicherweise aus sandigen Küstenebenen oder dem Meer. Der Grundwasserspiegel liegt für 6 bis 9 Monate im Jahr direkt unter oder nahe der Bodenoberfläche.
In South Carolinas tiefer gelegener Küstenebene kommt Gordonia lasianthus in feuchten Senken oder Buchten vor, typischerweise in den Carolina Bays. In den höher gelegenen Gebieten der Küstenebenen ist die Art in feuchten, flachen Wäldern auf verschiedenen Bodentypen weit verbreitet.

## Trivialnamen in anderen Sprachen
Englischsprachige Trivialnamen sind: loblolly-bay, holly-bay, gordonia, bay.

## Nutzung
Die attraktiven weißen Blüten und das glänzende Laub machen Gordonia lasianthus zu einer geeigneten Zierpflanze, die jedoch nicht leicht zu kultivieren ist. Gordonia lasianthus wurde lange Zeit von Landschaftsgärtnern verwendet. Ein Großteil der Forschung wurde von Gärtnern initiiert, die an einer Verbreitung Gordonia lasianthus interessiert waren. Im Südosten der Vereinigten Staaten gilt Gordonia lasianthus als genügsamer und harter Baum, der für sein glänzendes dunkelgrünes Laub und die zahlreichen weißen Blüten geschätzt wird.
Das Holz wurde zur Täfelung und die Rinde als Gerbstoff verwendet. Wird die Rinde in warmes Wasser getaucht, werden sowohl der Behälter als auch das Wasser kräftig karminrot gefärbt.
Wegen der Fähigkeit, in nassen Mooren und Senken zu wachsen, wo die Sumpf-Kiefer nur schlecht gedeiht, könnte die forstwirtschaftliche Nutzung von Gordonia lasianthus im manchen Gegenden eine Alternative darstellen.
Labortests zur Papierherstellung in jüngerer Zeit und Daten aus der Literatur legen nahe, dass die Fasergewinnung einen akzeptablen Ertrag (52 %) ergäbe; die Papierdicke (1,46 cm/g) war gering, die Festigkeit akzeptabel. Ein Labortest ergab eine Bruchlänge von 11.525 Metern, eine Zugbelastung von 10,2 kp/15 mm und eine Anzahl von 836 Faltungen  bei Verwendung eines Faltungsprüfers des Massachusetts Institute of Technology (1 kg). Obwohl noch weitere Tests erforderlich sind, belegen diese Versuche keine Probleme bei der handwerklichen Herstellung von Papier aus den Fasern von Gordonia lasianthus. Zellstoffwerke in den tiefergelegenen Küstenebenen von South Carolina verwenden die Bäume in ihrer Produktion.